# Black Messiah
Black Messiah é uma banda alemã de viking/symphonic black metal fundada em 1992.

## História
Tendo começado como uma banda de black metal puro, o som do Black Messias evoluiu para Viking Metal com o lançamento de seu álbum Oath of a Warrior. Quatro álbuns completos foram liberados até agora. Em 24 de fevereiro o quinto longplayer, chamado "The Final Journey" foi lançado.

## Membros

### Atuais
- Zagan – vocais, guitarra, violino, mandolin
- Meldric – Guitarra solo
- Zoran – Guitarra base
- Agnar – Teclados
- Garm – Baixo
- Mike 'Brööh' Bröker - bateria

## Discografia

### Álbuns
- Sceptre of Black Knowledge (1998)
- Oath of a Warrior (2005)
- Of Myths and Legends (2006)
- First War of the World (2009)
- The Final Journey (2012)
- Heimweh (2013)

### Demos
- Southside Golgotha (1995)
- Demo 2001 (2001)
- Roughmix 2004 (2004)
- Futhark (2004)